# Gertrud Arnold

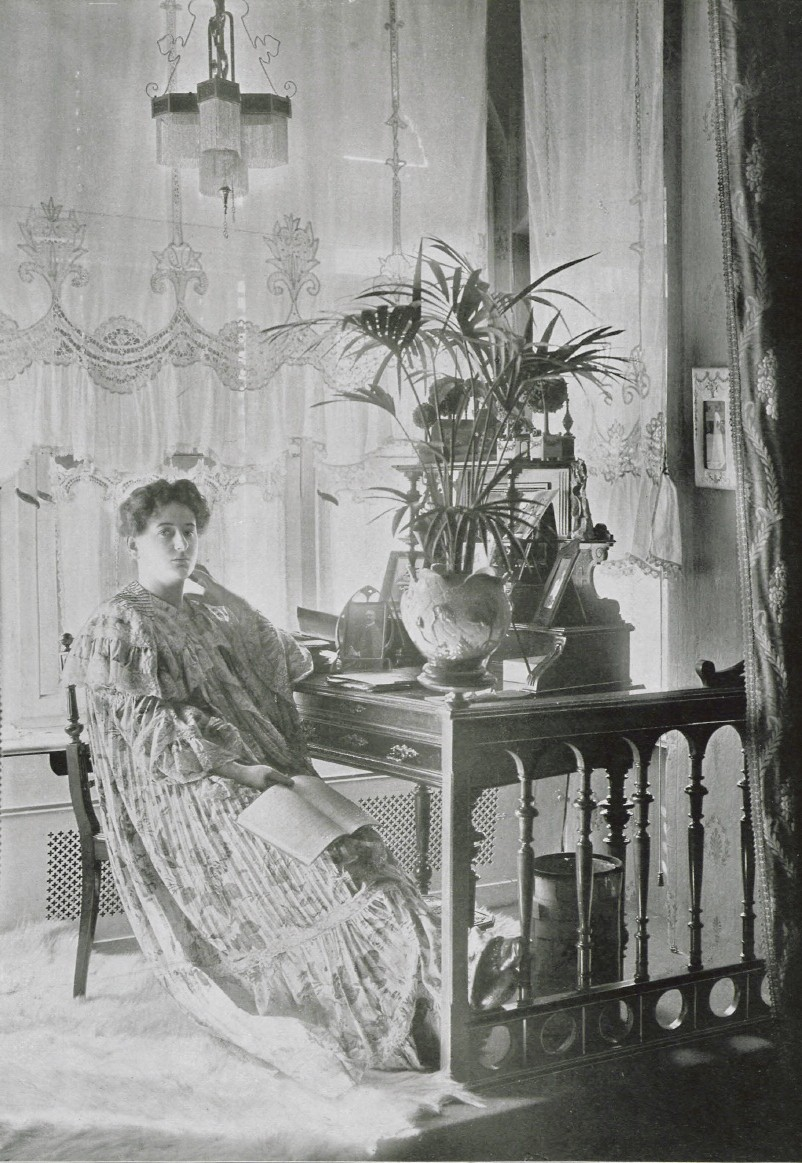
Gertrud Arnold, 1904. Foto von Zander & Labisch.

Gertrud Eugenia Viktoria Auguste Arnold (* 3. März 1871 in Stolp; † 11. Januar 1931 in Berlin-Charlottenburg) war eine deutsche Schauspielerin.

## Leben
Sie absolvierte nach Abschluss des Lyzeums als 20-Jährige in Berlin eine Ausbildung zur Schauspielerin und trat ihr erstes Engagement 1895 in Cottbus an. Ihre nächsten Bühnenstationen waren Theater in Jena (1897), Halle (1897 bis 1899) und Hannover.
Im Jahr 1901 erreichte sie Berlin, wo sie unter anderem am Schillertheater und am Theater am Nollendorfplatz auftrat. Zu ihren Rollen gehörten die Iphigenie in Iphigenie auf Tauris, Lady Milford in Kabale und Liebe und Anna Mahr in Gerhart Hauptmanns Einsame Menschen.
Seit 1914 stand sie auch gelegentlich als Stummfilmdarstellerin vor der Kamera. Ihre bedeutendste Filmrolle übernahm sie 1924 in Fritz Langs zweiteiliger Sagenverfilmung Die Nibelungen als Königin Ute.
Arnold war ab 1919 mit dem Drehbuchautor und Regisseur Heinrich Brandt verheiratet.

## Filmografie
- 1914: Pauline
- 1914: Weib gegen Weib
- 1919: Brutal – Vera-Filmwerke
- 1920: Künstlerlaunen – Vera-Filmwerke
- 1921: Das Mädel von Picadilly (2 Teile)
- 1921: Der Totenklaus
- 1922/24: Die Nibelungen (2 Teile)
- 1925: Zur Chronik von Grieshuus
- 1925: Im Namen des Kaisers
- 1926: Die Wiskottens
- 1926: In Treue stark
- 1926: Kreuzzug des Weibes
- 1926: Die Königin des Weltbades
- 1926: Kampf der Geschlechter
- 1928: Rasputins Liebesabenteuer
- 1928: Schenk mir das Leben
- 1929: Sprengbagger 1010
- 1929: Der Held aller Mädchenträume
- 1930: Brand in der Oper
- 1930: Rosenmontag